# アヌラーダプラ王国

アヌラーダプラ王国
අනුරාධපුර රාජධානිය
Anuradhapura Kingdom
Kingdom of Anuradhapura

  アヌラーダプラ王国   マラヤ公国   ルフナ公国

アヌラーダプラ王国（アヌラーダプラおうこく、シンハラ語: අනුරාධපුර රාජධානිය、英語: Anuradhapura Kingdom）は、紀元前4世紀から11世紀にかけてスリランカに存在した王国。首都はスリランカ北中部のアヌラーダプラ。

## 概要
アヌラーダプラの地に都市を建設したのは、紀元前543年にインドからスリランカにたどり着いたウィジャヤ王（紀元前543年－紀元前505年）である。シンハラ人の祖先と言われるウィジャヤ王は、スリランカ全土を支配下に収めると、各地に入植地を建設した。そのうちの一つがアヌラーダプラだとされる。紀元前377年、ウパティッサ・ヌワラ王国のパンドゥカーバヤ王は、首都をアヌラーダプラへと移しその整備を行い、ここにアヌラーダプラを首都とする王国が成立した。
王国の権威はスリランカ全土に及んだが、その長い歴史の間にたびたび独立した勢力の出現を許すことになった。とはいえ、アヌラーダプラ王はこの時代の終焉まで終始スリランカにおける最高権力者とみなされてきた。紀元前3世紀にインドのアショーカ王の息子マヒンダにより伝えられた仏教はこの時代大きく勢力を伸ばし、王国の文化、法、そして統治に至るまで多大な影響を及ぼした。
カッサパ1世の時代、477年から495年まで一時的に首都がシーギリヤへと移ったが、王の死後は再びアヌラーダプラへと戻っている。
アヌラーダプラ王国の時代、スリランカにはパーンディヤ朝を始めとする南インドからの侵略が繰り返しあり、王国は常にその脅威に悩まされてきた。最終的に1017年、南インドのチョーラ朝がアヌラーダプラを破壊し、王国はより南のポロンナルワへと逃れ、アヌラーダプラの時代は終焉を迎えた。